# مصطفى حسين (لاعب كرة يد)
مصطفى حسين (8 يناير 1984 - ) هو لاعب كرة يد مصر. شارك في الألعاب الأولمبية الصيفية 2008.

## وصلات خارجية
- مصطفى حسين على موقع أوليمبيديا (الإنجليزية)